# Flambage
Cet article concerne le phénomène mécanique. Pour le procédé culinaire, voir Flambage (cuisine).
 (décembre 2022).
Si vous disposez d'ouvrages ou d'articles de référence ou si vous connaissez des sites web de qualité traitant du thème abordé ici, merci de compléter l'article en donnant les références utiles à sa vérifiabilité et en les liant à la section « Notes et références ».

Flexion sous un effort de compression.

Le flambage ou flambement est un phénomène d'instabilité d'une structure élastique qui pour échapper à une charge importante exploite un mode de déformation non sollicité, opposant moins de raideur à la charge. La notion de flambement s'applique généralement à des poutres élancées qui lorsqu'elles sont soumises à un effort normal de compression, ont tendance à fléchir et se déformer dans une direction perpendiculaire à l'axe de compression (passage d'un état de compression à un état de flexion) ; mais elle peut aussi s'appliquer par exemple à des lames de ressort sollicitées en flexion qui se déversent en torsion pour échapper à la charge.
Le terme flambement est plutôt utilisé en mécanique des structures pour le phénomène et le critère de dimensionnement correspondant et le terme flambage pour un évènement particulier.
Pour les instabilités locales d'âmes ou de panneaux, on parle de voilement.

## Résistance des matériaux
Exemple d'une règle plate en plastique :
- si les extrémités de la règle sont tenues et tirées, la rupture de la règle se produit quand les contraintes de traction deviennent supérieures à la résistance mécanique en traction du plastique ;
- en revanche, si les extrémités de la règle sont tenues et comprimées dans le sens de la longueur, la règle va se plier et se briser avec un effort de compression bien plus faible que celui nécessaire à la rupture en traction.

Ce phénomène est appelé flambage.
En résistance des matériaux (RdM), le flambage est un phénomène d'instabilité élastique mis en évidence lorsqu'une poutre est comprimée ; il se développe un moment de flexion parasite amplifié par les déformations et déplacements de la poutre chargée.
Ce phénomène n'est pas mis en évidence par le modèle RdM classique ou théorie des poutres car ce modèle considère que les efforts de calcul s'appliquent sur la structure non déformée (hypothèses de linéarisation externe et des petits déplacements de la mécanique des solides et de la RdM) et non sur la structure déjà en charge et déformée (théorie du second ordre).
Le flambage se produit d'autant plus facilement que la poutre est élancée, c'est-à-dire de grande longueur et de faible section. Le flambage dépend aussi des conditions aux limites, à savoir la nature des liaisons aux extrémités de la poutre (encastrement ou articulation notamment).
Même si le terme poutre est employé ici, l'hypothèse RdM des petits déplacements doit être abandonnée pour que le modèle soit plus réaliste. Le modèle RdM doit être complété avec les hypothèses supplémentaires que les déformations restent petites mais que les déplacements peuvent être grands ; cela permet de prendre en compte les phénomènes du second ordre négligés dans le modèle RdM.
Ce modèle RdM complété n'est plus linéaire, la résolution se fait par itérations successives jusqu'à convergence éventuelle du résultat. Ce modèle met en évidence des instabilités dont la charge critique d'Euler est un exemple simple.
Comme cette formule ne fait intervenir que des termes issus du modèle RdM élastique linéaire (module de Young et géométrie de la poutre), on dit alors que le flambement est un phénomène d'instabilité élastique. En général le flambement élastique n'est que le début d'un comportement non linéaire bien plus complexe qui une fois amorcé conduit à des déformations plastiques dans le matériau puis à la ruine de la poutre.
Pour une poutre de moment quadratique constante soumise à un effort normal de compression simple, la charge critique de flambage théorique est donnée par la formule d'Euler :
où
- {\displaystyle E} est le module de Young du matériau ;
- {\displaystyle I} est le moment quadratique de la poutre ;
- {\displaystyle l_{k}} est la longueur de flambement de la poutre.

Cette charge critique est évidemment limitée par la résistance en section de la poutre (à partir d'un certain élancement, la ruine est atteinte avant l'apparition du flambage). Dans le cas réel, la ruine par flambage est atteinte encore plus précocement en raison notamment des imperfections de réalisation ou de mise en œuvre (voir ci-dessous).

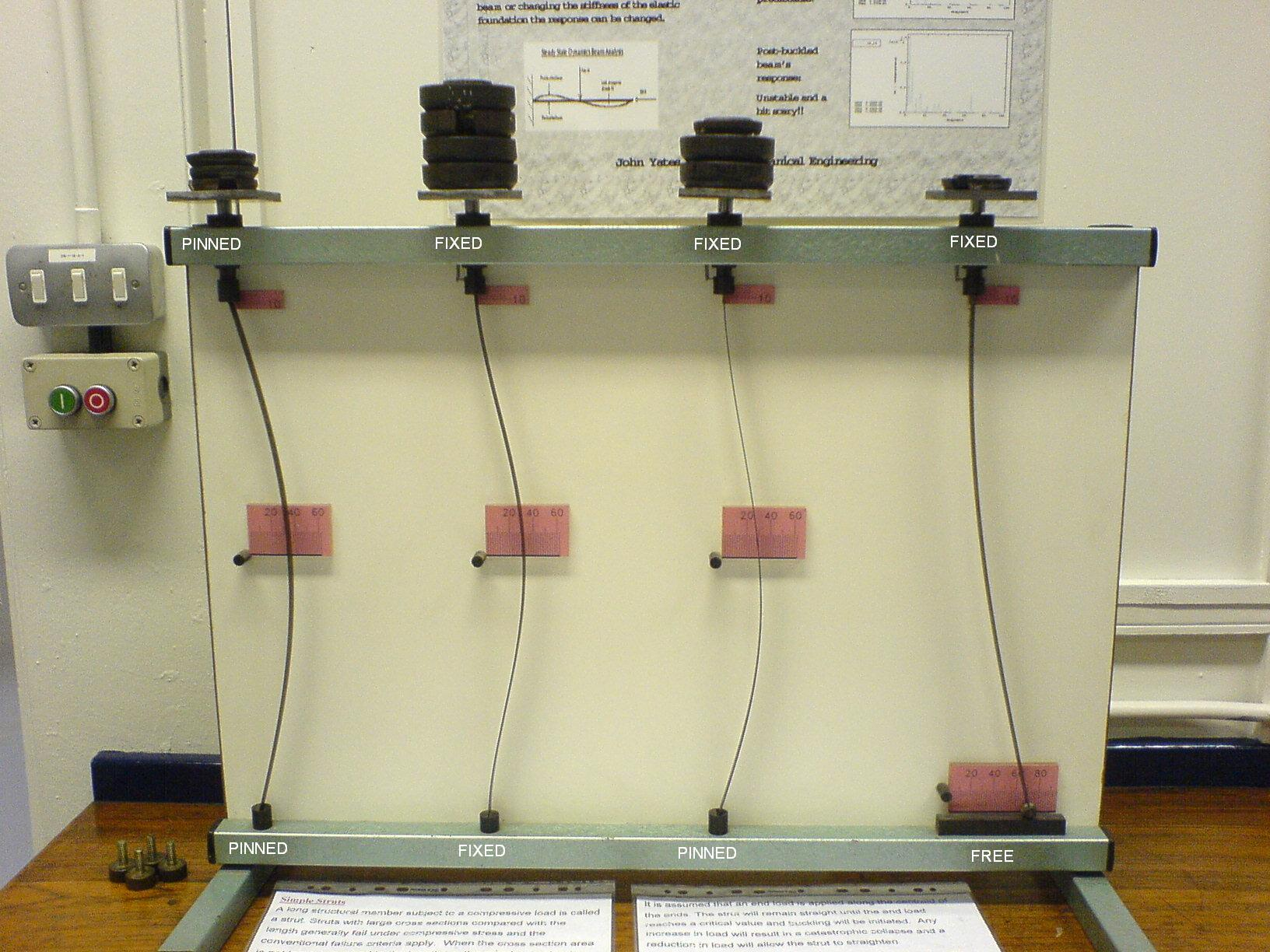
Une expérience de démonstration des modes de flambage d'Euler. Cette expérience montre comment les conditions aux limites (rotulée, encastrée, libre) influent la charge critique d'une poutre fine (dans cette expérience, toutes les poutres sont identiques à leurs conditions aux limites près).

Le facteur {\displaystyle l_{k}} représente une longueur équivalente à celle d'une poutre rotulée-rotulée. Il s'agit de la distance séparant deux points d'inflexion de la déformée de la poutre soit la distance entre deux points de moment de flexion nul. Ainsi, 
- pour une poutre rotulée aux deux bouts, {\displaystyle l_{k}=1\times L}, la longueur de la poutre ;
- pour une poutre encastrée - encastrée mobile (selon l'axe vertical), {\displaystyle l_{k}=0,5\times L} ;
- pour une poutre encastrée-rotulée, {\displaystyle l_{k}=0,699\times L} (le coefficient 0,699 est une approximation) ;
- pour une poutre encastrée-libre, {\displaystyle l_{k}=2\times L}.

Le flambage est un phénomène d'instabilité élastique lié au module de Young et indépendant de la limite d'élasticité, utiliser un acier de limite d'élasticité supérieure pour diminuer le flambage est une erreur grave.

## Charge critique d'Euler

### Notations préliminaires
- {\displaystyle {\overrightarrow {F}}} : 2 forces de compression opposées exercées suivant l’axe {\displaystyle (O;x)} de la poutre à ses extrémités ;
- l'axe {\displaystyle (O;y)} normal à la poutre ;
- {\displaystyle y=f(x)} : la déformée de la poutre ;
- {\displaystyle M_{\text{f}}(x)} : le moment de flexion dans la poutre à l’abscisse x ;
- {\displaystyle y'={\frac {\mathrm {d} f(x)}{\mathrm {d} x}}={\frac {\mathrm {d} y}{\mathrm {d} x}}} : la dérivée par rapport à x de la « déformée » ;
- {\displaystyle y''={\frac {\mathrm {d} ^{2}y}{\mathrm {d} x^{2}}}} : la dérivée seconde par rapport à x de la « déformée » ;

Nous aurons besoin de la relation entre le moment de flexion {\displaystyle M_{\text{f}}(x)} et {\displaystyle y''={\frac {\mathrm {d} ^{2}y}{\mathrm {d} x^{2}}}}.
Cette relation s’écrit (voir Étude de la déformation d'une poutre fléchie) : 

### Démonstration
Le moment de flexion {\displaystyle M_{\text{f}}(x)} est dû aux 2 forces {\displaystyle {\overrightarrow {F}}} et au fait que la poutre est écartée d’une distance {\displaystyle f(x)} de l’axe initial de la poutre. Ce moment de flexion à l'abscisse x induit par ceci vaut : 
c'est le simple produit de l'intensité de la force {\displaystyle {\overrightarrow {F}}} par le bras de levier {\displaystyle f(x)}.
Les formules (1) et (2) donnent :
soit  en posant :
On obtient une équation différentielle classique du second degré :
Les solutions générales de cette équation différentielle sont de la forme :
où A et B sont des constantes à déterminer en fonction des conditions aux limites suivantes :
car les 2 extrémités sont fixes suivant l’axe (O ; y).
Condition limite n°1 : {\displaystyle f(0)=0}, donc  {\displaystyle A\cos 0+B\sin 0=0}, or {\displaystyle \cos(0)=1} et {\displaystyle \sin(0)=0} donc il ne reste plus que {\displaystyle 1A+0B=0} soit {\displaystyle A=0}, ce qui simplifie l’expression de f(x) en :
Condition limite n°2 : {\displaystyle f(L)=0}, soit {\displaystyle B\sin \omega L=0}, ce qui ne donne que 2 possibilités : {\displaystyle B=0} ou {\displaystyle \sin \omega L=0}.
1. Si {\displaystyle B=0}, alors la solution de l'équation différentielle est {\displaystyle f(x)=0}, pour tout x vérifiant 0 < x < L ; la fonction {\displaystyle f} est la fonction nulle. L'équation de la ligne déformée est y = 0 ; c'est-à-dire que la poutre est rectiligne. Il n'y a pas de flambement.
2. C’est donc {\displaystyle \sin \omega L=0}, ce qui n’est possible que pour {\displaystyle \omega L=k\pi } où k est un entier. Le cas k = 0 correspond à une absence de flambage ({\displaystyle f(x)=0}).

Le premier mode de flambement correspond à {\displaystyle k=1} ; on obtient :
soit :
ce qui donne :
Étant donné que nous avons posé plus haut {\displaystyle \omega ^{2}={\frac {F}{EI}}},
on en déduit la charge critique d’Euler :

## Calcul pratique pour des matériaux homogènes
Ce problème est sérieusement considéré dans les cas du dimensionnement de poteaux ou de piliers et de bielles en mécanique, éléments nécessairement de grande longueur et soumis à la compression.
On définit habituellement un paramètre géométrique {\displaystyle \lambda }, appelé coefficient d'élancement (sans dimension) :
où {\displaystyle \rho } est le rayon de giration de la poutre et {\displaystyle S} la section de cette poutre.
Le rayon de giration d'une poutre par rapport à un axe, représente la distance radiale à laquelle toute la matière devrait être concentrée, pour obtenir le même moment quadratique que la poutre réelle. 
On peut alors définir un coefficient d'élancement critique {\displaystyle \lambda _{c}} (sans dimension), qui ne dépend que des propriétés du matériau :
où {\displaystyle \sigma _{e}} est la limite d'élasticité du matériau, puis le coefficient d'élancement relatif {\displaystyle \lambda _{\text{rel}}} (sans dimension)
En pratique, la formule d'Euler n'est pas directement utilisée pour dimensionner une poutre. En effet, la charge critique de flambage d'Euler ne pourrait être atteinte que dans le cas idéal d'une barre parfaitement rectiligne et homogène, sans aucune imperfection géométrique et chargée sans aucune excentricité. Dans la réalité, ces imperfections ont pour conséquence de mener à un flambage précoce de la barre, sous-estimé par la formule d'Euler. Enfin, la charge ultime est évidemment bornée par la résistance de la section en compression pure ({\displaystyle \sigma _{e}S}).
Pour tenir compte de manière unifiée de ces différentes considérations, la pratique développée habituellement dans les normes récentes consiste à introduire un facteur de flambage {\displaystyle \chi } servant à réduire la résistance en section de la barre (compression simple) {\displaystyle F_{\text{R}}=\sigma _{e}S} pour arriver à sa résistance globale en compression
Ce facteur de flambage, issu de simulations numériques et de résultats expérimentaux, est généralement défini comme suit :
où {\displaystyle \Phi } est un facteur défini selon le matériau utilisé et le type d'imperfections. À titre d'exemple, dans la norme suisse de Construction métallique (SIA 263) ce facteur s'écrit :
Dans cette formule, {\displaystyle \alpha } est le facteur d'imperfection du matériau ; il dépend de la direction de flambage considérée et du procédé de fabrication. On remarque que lorsque {\displaystyle \alpha } tend vers 0, la courbe de flambage {\displaystyle \chi (\lambda _{\text{rel}})} se rapproche de la courbe de flambage d'Euler {\displaystyle 1/\lambda _{\text{rel}}{}^{2}}.
Lorsque — comme fréquemment — la poutre n'est pas soumise qu'à la compression mais également à la flexion ou à l’effort tranchant, la charge ultime se trouve encore réduite, d'une part car une partie de la résistance est mobilisée pour s'opposer à ces sollicitations, d'autre part car le moment de flexion induit une courbure préalable qui sera amplifiée par la compression. On parle alors d'interaction d'efforts et les critères de rupture sont généralement formulés sur la base de courbes ou formules d'interaction. Ils dépendent notamment des parts relatives des différentes sollicitations dans la sollicitation totale.

## Application aux colonnes et poteaux

### Poteaux en béton armé
La formule d'Euler n'est pas applicable aux poteaux verticaux et buttons horizontaux en béton armé : en raison de la fissuration du béton, le moment quadratique vari sur la longueur, ce qui conduit à des calculs complexes (voir Fluage du béton). Un des pionniers de ce domaine de calculs fut Pierre Faessel qui établit des abaques de calculs.

## Géologie

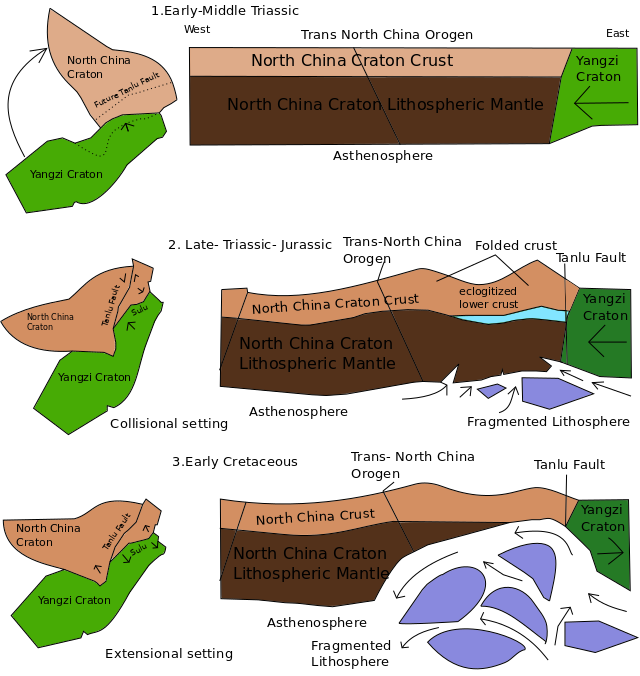
Flambage lithosphérique au sein d'un craton.

En géologie, le phénomène de flambage lithosphérique est un modèle scientifique qui s'applique à une échelle bien plus grande qu'en résistance des matériaux.
La subduction et la collision continentale provoquent à l'échelle locale ou régionale la formation d'une chaîne de montagne.
À l'échelle d'un continent entier, cette orogenèse réactive d'anciennes failles dans le socle qui s'amortissent en flexurations et bombements à l'origine de séries de « creux » (synformes) et de « bosses » (antiformes), déformations à grand rayon de courbure dans la couverture.
Par exemple, l'orogenèse alpine liée à la collision entre la plaque eurasiatique et africaine, et l'orogenèse pyrénéenne liée à l'ouverture de l'océan Atlantique, seraient un des processus géodynamiques qui contribuent à la formation ou à la réactivation d'autres reliefs secondaires (respectivement de direction alpine NE-SW, et de direction pyrénéenne NW-SE). L'amortissement de ces déformations s'accentue à mesure que l'on s'éloigne de ces chaînes de montagnes. À partir des Alpes : bassin molassique suisse (« creux »), Jura  (« bosse »), couloir rhodanien (« creux »), Massif central (« bosse »), Limagne (« creux »), bassin parisien (« bosse »), Sologne (« creux »), Massif armoricain et Alpes Mancelles  (« bosse »), marais et polders de la région de Calais et du Nord de la Picardie (« creux »), Boulonnais (« bosse »), Flandre et mer du Nord  (« creux »). À partir des Pyrénées : bassin aquitain  (« bosse »), bordure occidentale du Massif central et Massif armoricain  (« bosse »), seuil du Poitou (« bosse »), bassin parisien (« creux »), collines de l'Artois (« bosse »), Pays de Caux et Pays de Bray (« bosses »), seuil du Cambrésis (« creux »), Ardennes et l'Eifel (« bosse »). Dans ce contexte, le massif armoricain correspond à l'intersection d'antiformes ou le bassin parisien à une interférence de deux synformes issus des directions alpine et pyrénéenne,.
On pourrait décrire de la même façon le contrecoup himalayen : plateau du Tibet (« creux »), Altaï (« bosse »), lac Baïkal (« creux »).